# Distrito de Dole
El distrito de Dole es un distrito (en francés arrondissement) de Francia, que se localiza en el departamento de Jura, de la región de Franco Condado (en francés Franche-Comté). Cuenta con 10 cantones y 130 comunas.

## División territorial

### Cantones
Los cantones del distrito de Dole son:
1. Cantón de Chaumergy
2. Cantón de Chaussin
3. Cantón de Chemin
4. Cantón de Dampierre
5. Cantón de Dole-Nord-Est
6. Cantón de Dole-Sud-Ouest
7. Cantón de Gendrey
8. Cantón de Montbarrey
9. Cantón de Montmirey-le-Château
10. Cantón de Rochefort-sur-Nenon

### Comunas
| 1. Abergement-la-Ronce (39001)   | 2. Amange (39008)               | 3. Annoire (39011)                 | 4. Archelange (39014)            |
| 5. Asnans-Beauvoisin (39022)     | 6. Audelange (39024)            | 7. Augerans (39026)                | 8. Aumur (39029)                 |
| 9. Authume (39030)               | 10. Auxange (39031)             | 11. Balaiseaux (39034)             | 12. Bans (39037)                 |
| 13. La Barre (39039)             | 14. Baverans (39042)            | 15. Belmont (39048)                | 16. Biarne (39051)               |
| 17. Bois-de-Gand (39060)         | 18. Brans (39074)               | 19. La Bretenière (39076)          | 20. Bretenières (39077)          |
| 21. Brevans (39078)              | 22. Champagney (39096)          | 23. Champdivers (39099)            | 24. Champvans (39101)            |
| 25. La Chassagne (39112)         | 26. Chatelay (39117)            | 27. Chaumergy (39124)              | 28. Chaussin (39128)             |
| 29. La Chaux-en-Bresse (39132)   | 30. Chaînée-des-Coupis (39090)  | 31. Chemin (39138)                 | 32. Chevigny (39141)             |
| 33. Chissey-sur-Loue (39149)     | 34. Choisey (39150)             | 35. Châtenois (39121)              | 36. Chêne-Bernard (39139)        |
| 37. Chêne-Sec (39140)            | 38. Commenailles (39160)        | 39. Courtefontaine (39172)         | 40. Crissey (39182)              |
| 41. Dammartin-Marpain (39188)    | 42. Damparis (39189)            | 43. Dampierre (39190)              | 44. Le Deschaux (39193)          |
| 45. Les Deux-Fays (39196)        | 46. Dole (39198)                | 47. Les Essards-Taignevaux (39211) | 48. Falletans (39220)            |
| 49. Foucherans (39233)           | 50. Foulenay (39234)            | 51. Fraisans (39235)               | 52. Francheville (39236)         |
| 53. Frasne-les-Meulières (39238) | 54. Froideville (39243)         | 55. Gatey (39245)                  | 56. Gendrey (39246)              |
| 57. Germigney (39249)            | 58. Gevry (39252)               | 59. Gredisans (39262)              | 60. Les Hays (39266)             |
| 61. Jouhe (39270)                | 62. Lavangeot (39284)           | 63. Lavans-lès-Dole (39285)        | 64. Longwy-sur-le-Doubs (39299)  |
| 65. Louvatange (39302)           | 66. La Loye (39305)             | 67. Malange (39308)                | 68. Menotey (39323)              |
| 69. Moissey (39335)              | 70. Molay (39338)               | 71. Monnières (39345)              | 72. Mont-sous-Vaudrey (39365)    |
| 73. Montbarrey (39350)           | 74. Monteplain (39352)          | 75. Montmirey-la-Ville (39360)     | 76. Montmirey-le-Château (39361) |
| 77. Mutigney (39377)             | 78. Neublans-Abergement (39385) | 79. Nevy-lès-Dole (39387)          | 80. Offlanges (39392)            |
| 81. Orchamps (39396)             | 82. Ougney (39398)              | 83. Our (39400)                    | 84. Pagney (39402)               |
| 85. Parcey (39405)               | 86. Peintre (39409)             | 87. Peseux (39412)                 | 88. Le Petit-Mercey (39414)      |
| 89. Petit-Noir (39415)           | 90. Pleure (39429)              | 91. Plumont (39430)                | 92. Pointre (39432)              |
| 93. Rahon (39448)                | 94. Rainans (39449)             | 95. Ranchot (39451)                | 96. Rans (39452)                 |
| 97. Recanoz (39454)              | 98. Rochefort-sur-Nenon (39462) | 99. Romain (39464)                 | 100. Romange (39465)             |
| 101. Rouffange (39469)           | 102. Rye (39472)                | 103. Saint-Aubin (39476)           | 104. Saint-Baraing (39477)       |
| 105. Saint-Loup (39490)          | 106. Salans (39498)             | 107. Saligney (39499)              | 108. Sampans (39501)             |
| 109. Santans (39502)             | 110. Sergenaux (39511)          | 111. Sergenon (39512)              | 112. Sermange (39513)            |
| 113. Serre-les-Moulières (39514) | 114. Souvans (39520)            | 115. Séligney (39507)              | 116. Tassenières (39525)         |
| 117. Tavaux (39526)              | 118. Taxenne (39527)            | 119. Thervay (39528)               | 120. Vaudrey (39546)             |
| 121. La Vieille-Loye (39559)     | 122. Villers-Robert (39571)     | 123. Villette-lès-Dole (39573)     | 124. Le Villey (39575)           |
| 125. Vincent (39577)             | 126. Vitreux (39581)            | 127. Vriange (39584)               | 128. Éclans-Nenon (39205)        |
| 129. Étrepigney (39218)          | 130. Évans (39219)              |                                    |                                  |